# Histadrut
Histadrut (hebr. ההסתדרות הכללית של העובדים בארץ ישראל, HaHistadrut HaKlalit shel HaOvdim B'Eretz Yisrael; Federacja właściwie Powszechna Federacja Pracowników w Ziemi Izraela) – ogólnoizraelski związek zawodowy powstały w 1921 dla obrony praw pracowniczych żydowskich robotników w Brytyjskim Mandacie Palestyny. Po powstaniu w 1948 państwa Izraela przekształcił się w federację związkową o ideologii socjalistycznej, dążącej do zjednoczenia żydowskich robotników w Izraelu. Obecnie jest największym i najważniejszym związkiem zawodowym w Izraelu.

## Historia

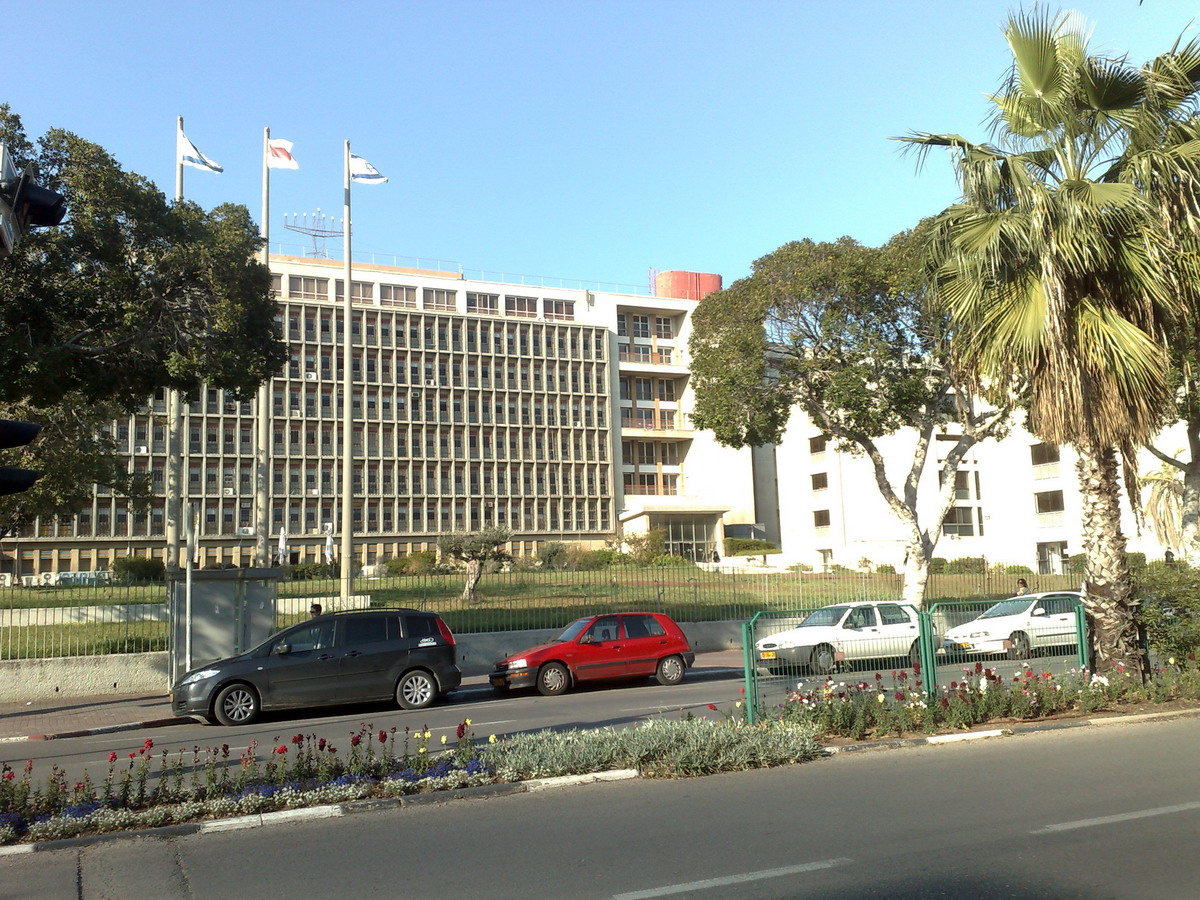
Siedziba Histadrut w Tel Awiwie

Związek zawodowy założony w 1921 roku w Hajfie, w Palestynie.
Po powstaniu niepodległego państwa Izrael w 1948 roku siedzibę Histadrut przeniesiono do Tel Awiwu.
W 1990 roku związek liczył około 2,5 mln członków